# Батютин
Батютин (рос. Батютин) — колишня колонія у Фасівській волості Житомирського повіту Волинської губернії та Ємилівській сільській раді Фасівського і Потіївського районів Коростенської і Волинської округ та Київської області.

## Населення
Станом на 1906 рік в колонії нараховувалося 27 дворів та 142 мешканці.
Кількість населення, станом на 1923 рік, становила 120 осіб, кількість дворів — 24.

## Історія
В 1906 році — колонія в складі Фасівської волості (7-го стану) Житомирського повіту Волинської губернії. Відстань до повітового та губернського центру, м. Житомир, становила 55 верст, до волосної управи, в с. Фасова — 13 верст. Найближче поштово-телеграфне відділення розташовувалось на хуторі Фасівка.
У 1923 році увійшла до складу новоствореної Ємилівської сільської ради, котра, від 7 березня 1923 року, стала частиною новоутвореного Фасівського району Коростенської округи. Розміщувалася за 12 верст від районного центру, с. Фасова, та півтори версти від центру сільської ради, с. Ємилівка. 23 вересня 1925 року, в складі сільської ради, увійшла до Потіївського району Волинської округи.
У квітні 1932 року в Батютині, за участі близько 30-40 місцевих жителів, відбувся погром комор, де зберігався посівний матеріал та картопля, які були розібрані селянами.
Знята з обліку населених пунктів до 1 жовтня 1941 року.